# Fickle Friends
I Fickle Friends sono un gruppo musicale britannico. Attivi inizialmente come artisti indipendenti e legati successivamente a Polydor e Cooking Vinyl, nella loro carriera hanno pubblicato vari EP e due album in studio. Il loro album d'esordio ha debuttato alla nona posizione della classifica britannica.

## Storia del gruppo
I Fickle Friends vengono fondati nel 2013 in seguito ad un incontro fortuito dei suoi componenti avvenuto presso il Liverpool Institute for Performing Arts. Il gruppo inizia a pubblicare musica in maniera indipendente, avendo modo di pubblicare un EP di debutto intitolato Velvet nel 2015. Iniziano inoltre a girare l'Europa per spettacoli dal vivo, esibendosi in ben cinquantatré festival prima di ottenere il loro primo contratto discografico con una major, la Polydor Records. Tramite la label, il gruppo pubblica vari singoli inediti e riedizioni di brani già editi, oltre ad un secondo EP intitolato Glue.
Nel 2018 il gruppo tiene il suo primo tour nazionale in Gran Bretagna e pubblica l'album di debutto You Are Someone Else, che raggiunge la nona posizione nella classifica britannica. Sempre nel 2018, il gruppo pubblica gli EP You Are Someone Else: Versions e Broken Sleep: il primo include rivisitazioni di brani facenti parte dell'album, il secondo musica inedita.
Nel 2019 il chitarrista Christopher Hall lascia il gruppo. Contestualmente, il gruppo cambia casa discografica passando alla Cooking Vinyl, etichetta attraverso la quale pubblica il singolo Amateurs. Nel 2021, dopo tre anni trascorsi principalmente a pubblicare singoli, il gruppo pubblica gli EP Weird Years: Season 1 e Weird Years: Season 2. Nel 2022 pubblicano il loro secondo album in studio, Are We Gonna Be Alright?.

## Formazione

### Componenti attuali
- Natassja Shiner – voce principale, tastiera (2013-)
- Jack Wilson – tastiera, chitarra, cori, produzioni (2013-)
- Jack 'Harry' Herrington – basso, cori (2013-)
- Sam Morris – batteria, percussioni (2013-)

### Ex componenti
- Christopher Hall – chitarra (2013-2019)

## Discografia

### Album
- 2018 – You Are Someone Else
- 2022 – Are We Gonna Be Alright?

### EP
- 2015 – Velvet
- 2017 – Glue
- 2018 – You Are Someone Else: Versions
- 2018 – Broken Sleep
- 2021 – Weird Years: Season 1
- 2021 – Weird Years: Season 2

### Singoli
- 2014 – Swim
- 2014 – Play
- 2014 – For You
- 2015 – Could Be Wrong
- 2015 – Say No More
- 2016 – Cry Baby
- 2016 –  Brooklyn
- 2017 –  Hello Hello
- 2017 – Glue
- 2017 –  Hard to Be Myself
- 2018 – Heartbroken (featuring Amber Run)
- 2018 – Broken Sleep
- 2018 – The Moment
- 2018 – San Francisco
- 2019 – Amateurs
- 2020 – Pretty Great
- 2020 – Eats Me Up
- 2020 – What A Time
- 2020 – 92
- 2020 – Million
- 2021 – Not in the Mood
- 2021 –  Cosmic Coming of Age
- 2021 –  Love You to Death
- 2021 –  Alone
- 2021 –  Yeah, Yeah, Yeah
- 2021 –  My Favourite Day